# Tierzo
Tierzo es un municipio y localidad española de la provincia de Guadalajara, en la comunidad autónoma de Castilla-La Mancha. El término está situado al sur de la comarca del Señorío de Molina, dentro de la Sexma del Sabinar, a una altitud de 1.141m sobre el nivel del mar. Tiene una superficie de 40,06km² con una población de 34 habitantes (INE 2024). De Guadalajara capital le separa una distancia de 154km. Dentro de su término municipal se hallan el Caserío de la Vega de Arias -donde se encuentra la Casa fuerte de Vega de Arias o Casa del Cid-, las Salinas de Armallá, el núcleo despoblado de Armallá y la Casa fuerte de Picaza. Tierzo forma parte del Geoparque de la Comarca Molina-Alto Tajo. Es una de las localidades por las que transcurre la ruta de las Tres Taifas del Camino del Cid y se halla junto al parque natural del Alto Tajo.

## Clima
El clima predominante es el clima mediterráneo continentalizado con momentos de clima de montaña. Los veranos son cálidos y los inviernos muy fríos con heladas por la noche. La temperatura media anual es de 10 °C y las precipitaciones son moderadas (505 mm al año).

## Flora
Formaciones boscosas extensas de sabinas, quejigos, encinas y pinos silvestres combinados con matorral medio y bajo. Abundan también las bujedas, aliagares y la retama. Hay zonas subestépicas de gramíneas anuales. Especies de flora de interés: Artemisia pedemontana, Genista rigidissima, Rosa sicula, Rosa pimpinellifolia y Ribes uva-crispa. En el siglo XIX se mencionan los «buenos trozos de monte poblados de encina, roble, sabinas, enebro, romero y otros arbustos» existentes en el término.

## Fauna
Existe una gran variedad de especies autóctonas de mamíferos y aves, entre las que proliferan ciervos, gamos, corzos, zorro, tejón, gato montés, gineta y comadreja, así como águila real, halcón peregrino, buitre leonado, alimoche y búho real, entre otros.

## Demografía
Tierzo cuenta con una población de 34 habitantes (INE 2024).
| Gráfica de evolución demográfica de Tierzo entre 1842 y 2021                                                        |
| |
| Población de derecho según los censos de población del INE Población de hecho según los censos de población del INE |

La densidad de población es muy baja 0,8 hab/km², a causa del éxodo rural de los años 1960 a las ciudades y la escasa actividad económica en la zona, basada en la agricultura (cultivo de cereal) y la ganadería (ovina y caprina). En la actualidad, se están impulsando algunos proyectos vinculados al turismo y la artesanía.  
| 47            | 42 | 57 | 52 | 36 | 38 | 34 | 30 |
| (Fuente: INE) |    |    |    |    |    |    |    |

## Gastronomía
Por su tradición ganadera, los asados de cabrito y cordero destacan en la cocina de la zona. También los productos de la matanza, especialmente el chorizo y la morcilla de arroz. Es típico el morteruelo y los embutidos elaborados con carnes de caza. La trufa, las setas de cardo o los níscalos acompañan además muchas recetas en otoño. Hay que probar también las migas de pastor, las sopas de ajo, las gachas de almorta o los “bolos con morro”, una variedad de judía cultivada en la comarca. En cuanto a postres, imprescindibles las torrijas y la leche frita en Semana Santa.

## Fiestas
- 17 de mayo: San Pascual Bailón
- Último sábado de junio: Procesión de los capirotes de Tierzo a la Virgen de la Hoz
- 16 de agosto: San Roque

## Lugares de interés
- Casa fuerte de Vega de Arias o Casa del Cid: Palacio-fortaleza del siglo XIII declarado Monumento Histórico-Artístico en 1975. Dice la tradición que aquí se alojó el Cid en su destierro de Burgos a Valencia. Constituye un interesante conjunto de arquitectura civil militar, en el que destaca un gran patio de armas y un alto murallón almenado con albardillas. El portón de entrada de sillería es de arco apuntado, coronado por un escudo de piedra y protegido por un elegante matacán. Presenta en el muro meridional varios ventanales estrechos y simétricos. En el interior, conjunto de edificios entre los que destaca una torre desmochada del siglo XIII con dos pisos y heráldica. Aunque posee traza militar se trata de una casa señorial de campo típica de los siglos XII al XIV, periodo en el que el Señorío de Molina comienza a urbanizarse con castillos, casas-fuertes y torres para su defensa. Perteneció a diversas casas de la nobleza del territorio, entre ellas las del Mayorazgo de Salinas, y las de Castejón de Andrade. En el siglo XVIII el edificio pasa a ser propiedad de los Arauz de Robles, manteniéndose hasta hoy como casona agrícola. Se accede desde la carretera de Fuembellida.
- Salinas de Armallá o Almallá: Localizadas junto a la carretera que va de Molina de Aragón a Checa. Su primera explotación data de la época celtíbera y romana, aunque fueron los árabes quienes impulsaron la extracción regular de la sal para garantizarse el suministro que necesitaba su red de fortificaciones en la zona tanto para su uso en alimentación, curtido de pieles, tratamiento de metales y salazones. De hecho, su nombre quiere decir Mina de sal, mandin al-mallaha, y de ahí puede derivar el actual “de Armallá”. Durante la repoblación pasó a manos de diversas familias nobles del Señorío de Molina, llegando a ser muy cotizadas entre los siglos XIII y XVI. Durante el reinado de Carlos III se reconstruyeron, dando como resultado las instalaciones actuales en las que se obtenían hasta 18 000 fanegas de sal anuales. Hay varios edificios que sirvieron de almacenes con porches donde descargaban los carros de sal. Se puede apreciar el manantial o pozo donde se extraía la sal mediante una noria tirada por caballerías, las acequias y canalizaciones y los estanques con pavimentos empedrados.
- Casa fuerte de Picaza. Ubicada en los montes de Picaza en medio de un coto de caza mayor de propiedad privada. Se accede por un camino que parte de Tierzo. Fue heredad de los Ruiz de Molina, Sres de Santiuste. En el siglo XVII pertenecía al conde de Clavijo, Marcos Baltasar de Lanuza Mendoza Arellano y Liñan, VIII señor de Clavijo, Miraflores y La Aldehuela. Conserva una torre gótica con una puerta adovelada y un vano con escudo. Consta de dos cubos salientes y rebajados en altura, unidos por un segundo cuerpo en cuya parte posterior se aprecian dos arcos góticos con saeteras. Las esquinas son de sillares, mientras que el resto es de mampostería. En la zona del señorío de Molina es frecuente encontrar casas-fuerte aisladas en medio del campo edificadas entre el siglo XIV y XV, por ser territorio fronterizo con Aragón.

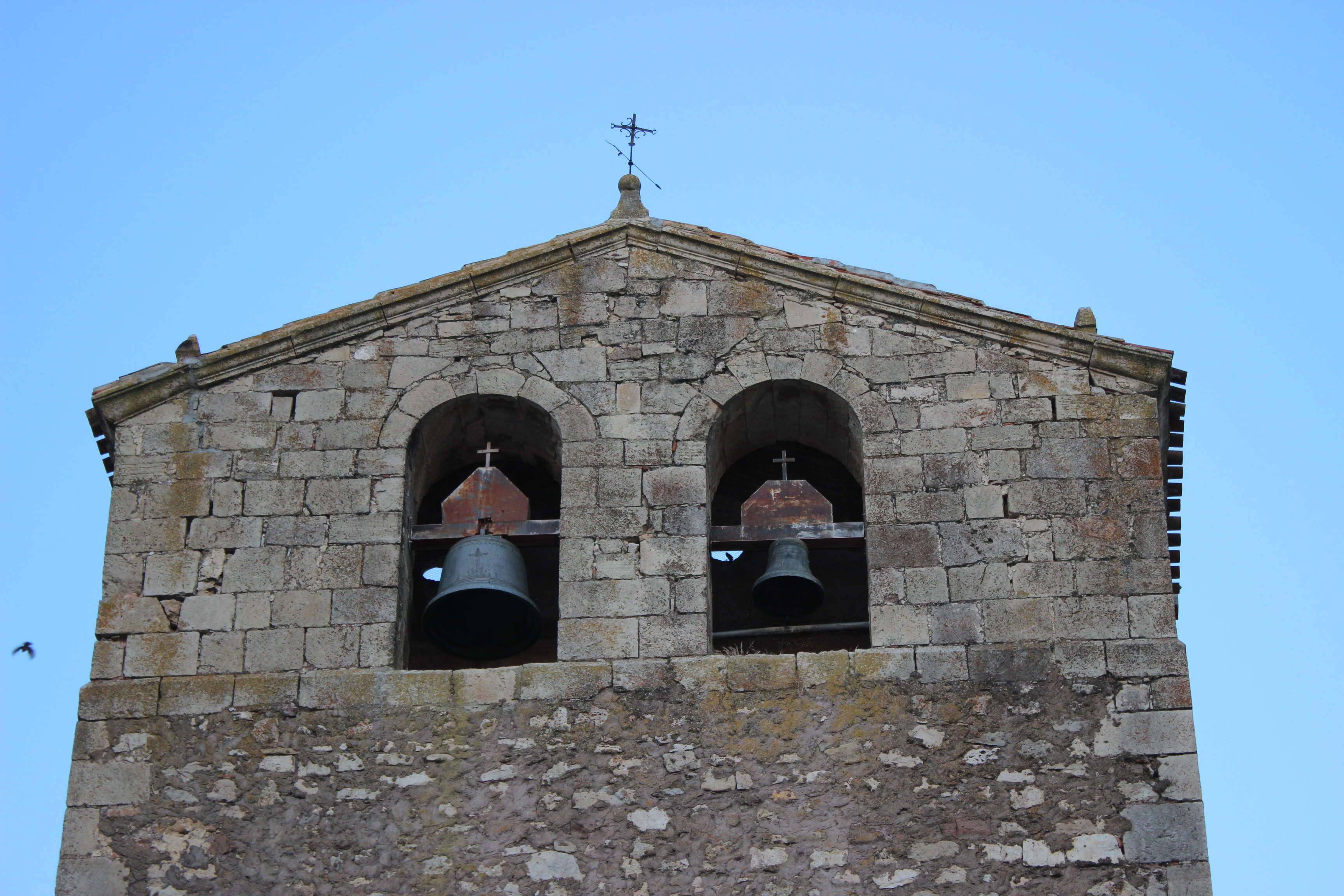
Espadaña de la iglesia de Tierzo

- Iglesia parroquial dedicada a la Natividad de la Virgen, construida entre los siglos XVII-XVIII. Es un templo sencillo, de una sola nave y sin apenas detalles arquitectónicos. Su origen es medieval, aunque ese primer estilo fue transformado en obras posteriores de restauración o reconstrucción. El arco de la puerta de entrada en arenisca es de medio punto, coronado por una cruz labrada, y data de 1754. Tiene una torre-espadaña orientada hacia el oeste. En su interior, destaca el retablo del altar mayor, una obra renacentista con diversas tallas y pinturas. Tiene cuatro hornacinas en las calles laterales con las estatuas de San Juan Bautista, San Pascual Bailón, San Antón y San Pedro. Están flanqueadas por columnas coronadas por dos imágenes muy antiguas de San Juan Evangelista y la Virgen María. En el calle central sobresale un relieve dorado de la Natividad de Maria y justo encima una tabla pintada de comienzos del siglo XVI que representa la imposición de la casulla a San Ildefonso por la Virgen María. La Iglesia guarda también otros altares barrocos de gran valor. Dentro de la iglesia se expone un singular cuadro fechado en 1845 que explica la tradición de los capirotes de Tierzo. Se trata de un ex-voto que, según consta, substituye a otro anterior deteriorado por el tiempo, para recordar el origen de esta romería que data de 1653, cuando los tierzanos se encomendaron a la Virgen después que una epidemia de cólera matara a 21 vecinos en poco menos de tres meses. La ofrenda consistía en ir andando en procesión cantando y rezando letanías y rogativas hasta la ermita del Barranco de la Hoz, pasando por Teroleja y Ventosa. En este cuadro aparecen 18 personas: un niño vestido de ángel, que encabeza la comitiva; trece capirotes con hábito blanco; dos figuras con capa parda llevando una cruz de madera y cirios, y, finalmente, un sacerdote acompañado de un acólito. Como curiosidad, en la ermita de la Virgen de la Hoz se guarda otra pintura de 1830 que retrata la misma tradición de los capirotes de Tierzo. En este segundo cuadro se cuentan 20 figuras: 15 capirotes, un niño, dos portadores de estandarte y de la cruz y dos religiosos. Se aprecia, además, la fisonomía del barranco rocoso de la Hoz con la ermita y también se incluye la aparición de la Virgen con el Niño. Esta procesión se celebró de forma ininterrumpida durante tres siglos siguiendo el esquema que muestran ambas pinturas. En 1968 se dejó de celebrar como tal a causa de la emigración hacia las ciudades. Sin embargo, esta tradición actualizada se recuperó en el año 2000. El último sábado del mes de junio los vecinos de Tierzo acuden a la ermita de la Virgen de la Hoz para participar en una misa y compartir todos juntos una comida popular.

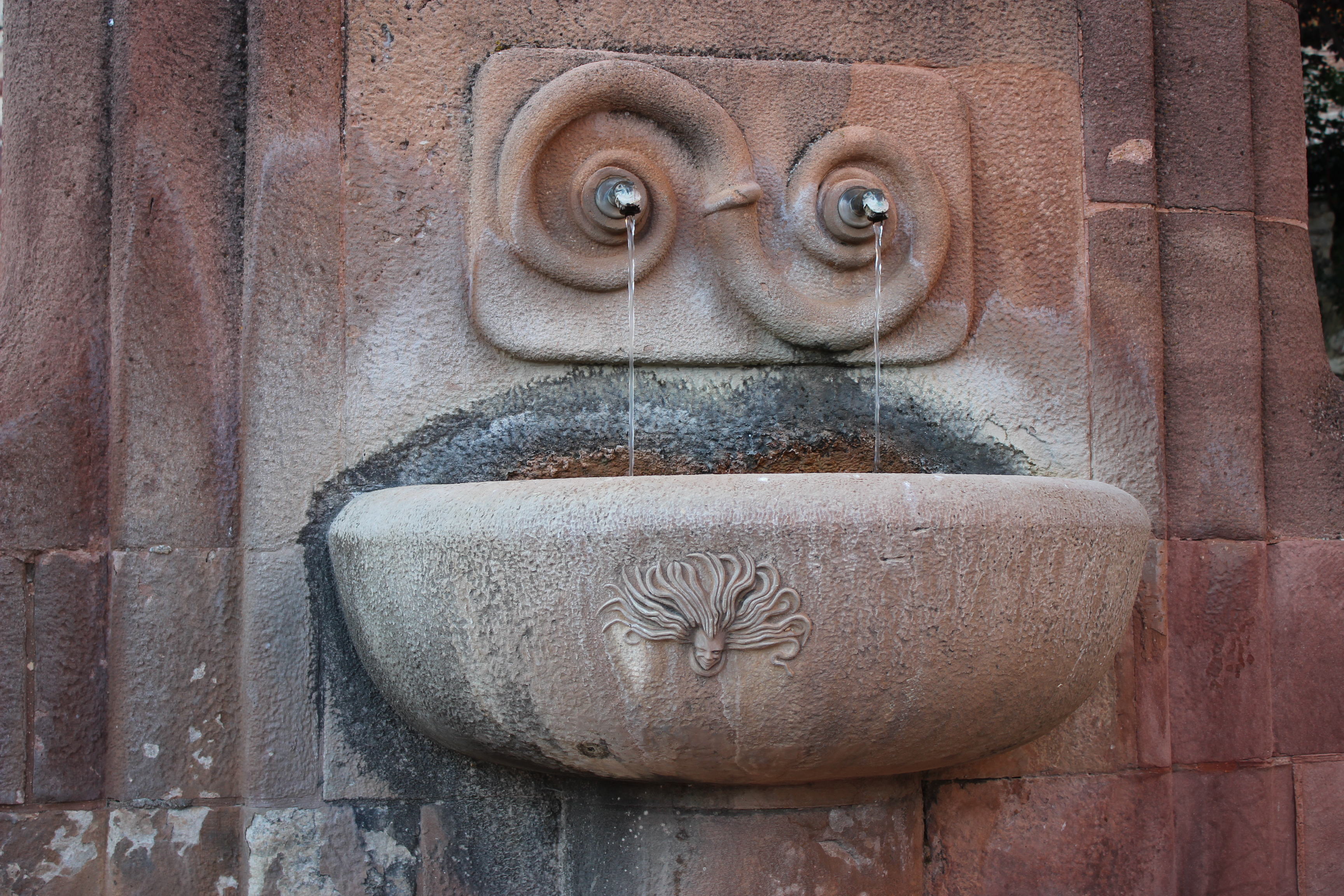
Detalle fuente de Tierzo

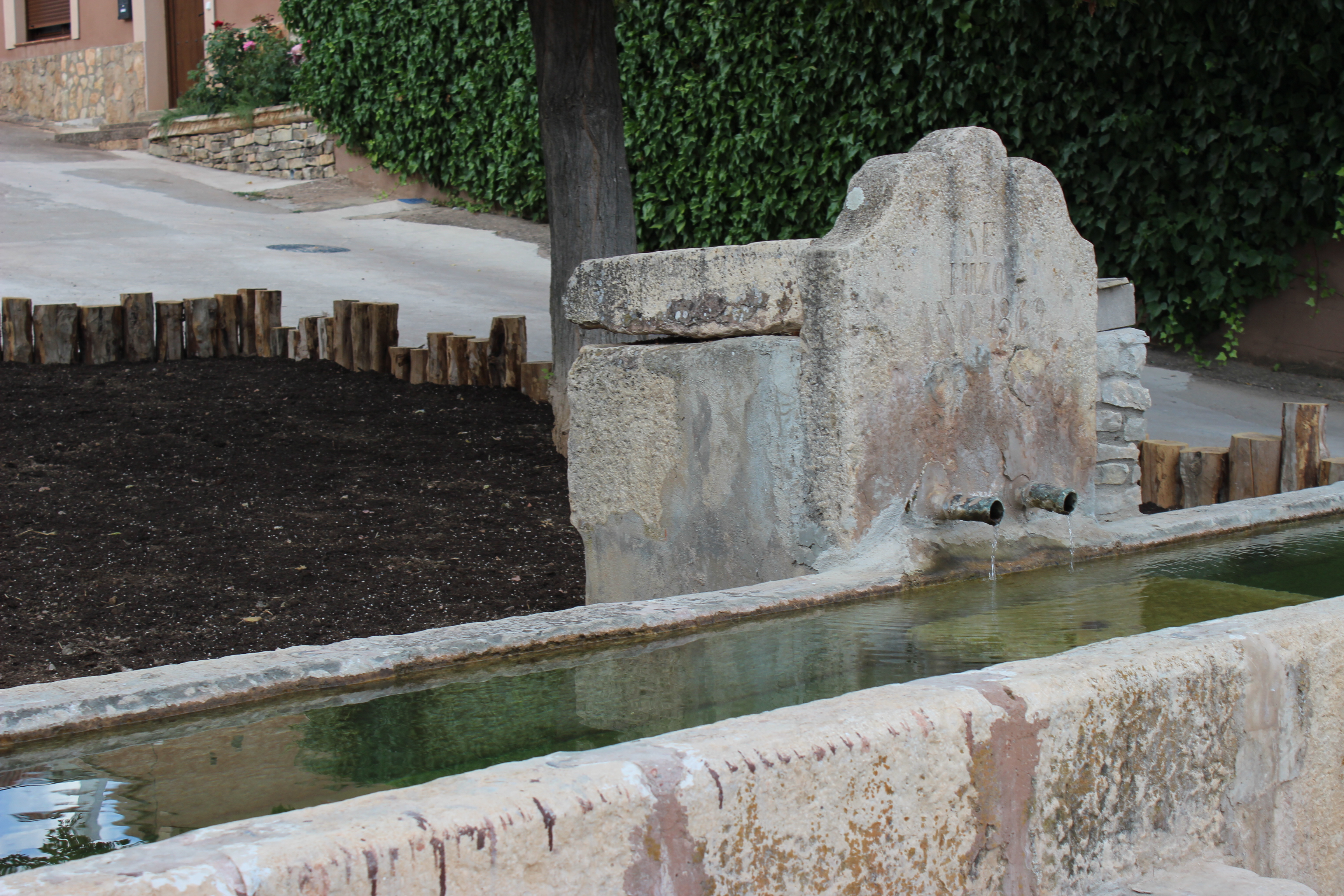
Pilón de Tierzo (1869)

- Fuente. Junto a la escalinata de la iglesia. Construida en 1999 sobre otra fuente anterior. Preside la plaza principal del pueblo. De formas suaves y con detalles curiosos como manos o la cabeza de una mujer. Está hecha con piedra arenisca y es obra del artista molinés Martín Mendieta.
- Fuente del pilón: Ubicada en una plaza en la parte baja del pueblo, consta de un monolito con dos caños que vierten el agua sobre un abrevadero. Tiene labrada la inscripción “Se hizo año 1869”.

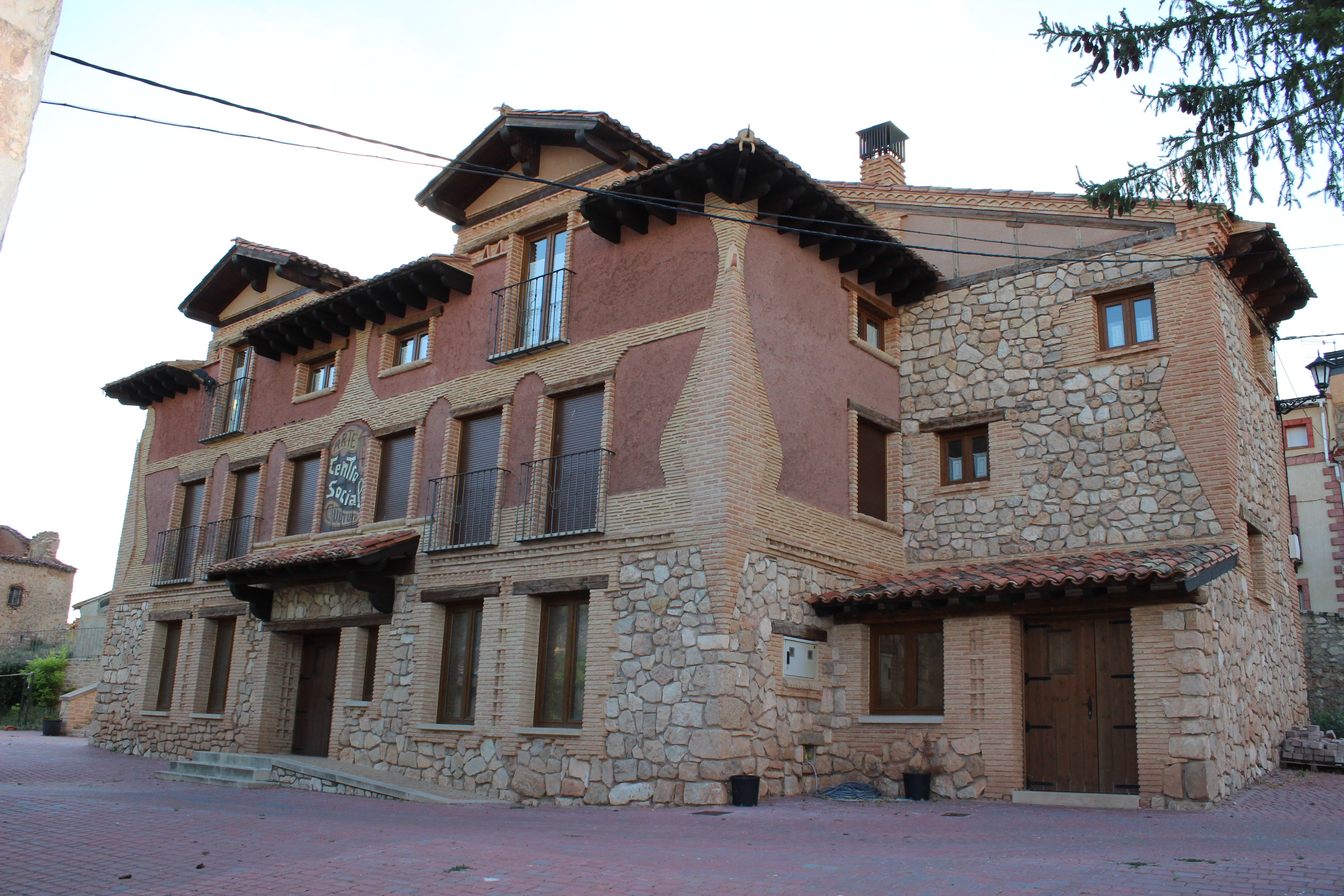
Cuartel de Tierzo

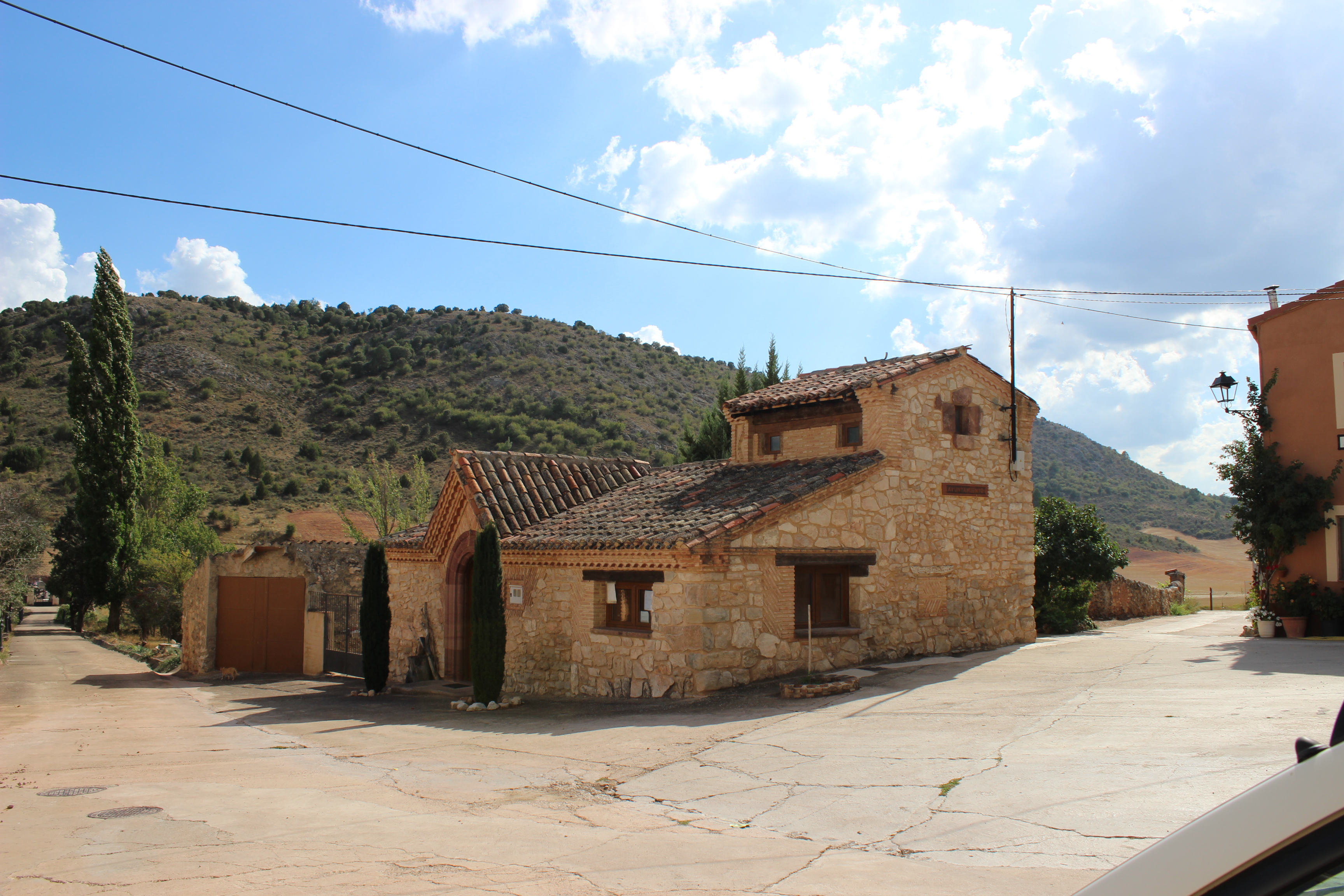
Ayuntamiento de Tierzo

- Cuartel: Reconstruido en 2003 con materiales típicos de la zona y convertido en centro social y cultural. También alberga un alojamiento rural.
- Ayuntamiento: El edificio actual totalmente reconstruido ocupa el lugar de la antigua carnicería o matadero comunal del pueblo y la fragua.
- Horno: Edificio también rehabilitado con materiales de la arquitectura tradicional (piedra, barro y madera). Antiguamente, los vecinos del pueblo cocían semanalmente aquí el pan que se amasaba en casa.
- Zahúrdas: Construcciones singulares hechas de piedra, cuya cubierta se cerraba con ramas de sabina. Su función era guardar y criar el cerdo, que se mataba por San Martín o en Navidad. Se pueden encontrar por Tierzo varias de estas pequeñas chozas rehabilitadas.
- Antiguo lavadero público: Se halla en la carretera de acceso al pueblo, rodeado de huertos. Recoge el agua de la Fuente de “El Santo”.
- Cementerio: Se accede por un bucólico camino. Se construyó en el siglo XIX con la donación de Victoria Larriba, vecina del pueblo que ayudaba con aportaciones económicas, y a la que dedicaron la plaza principal.
- Frontón: Instalación deportiva presente en casi todos los pueblos del Alto Tajo, dada la afición por la pelota de mano que viene de siglos atrás, ya que estas tierras fueron repobladas en el siglo XIII por personas provenientes del País Vasco que entre sus costumbres trajeron el juego de la pelota vasca. El frontón de Tierzo tiene pintado en su parte superior el escudo del regimiento de caballería. Dice la tradición oral que durante la Guerra Civil, un escuadrón que se instaló un tiempo en el pueblo ayudó a arreglar el frontón. Hoy Tierzo cuenta también con otras instalaciones deportivas construidas recientemente para jugar a futbol, baloncesco, tenis y padel, así como varias zonas de recreo.

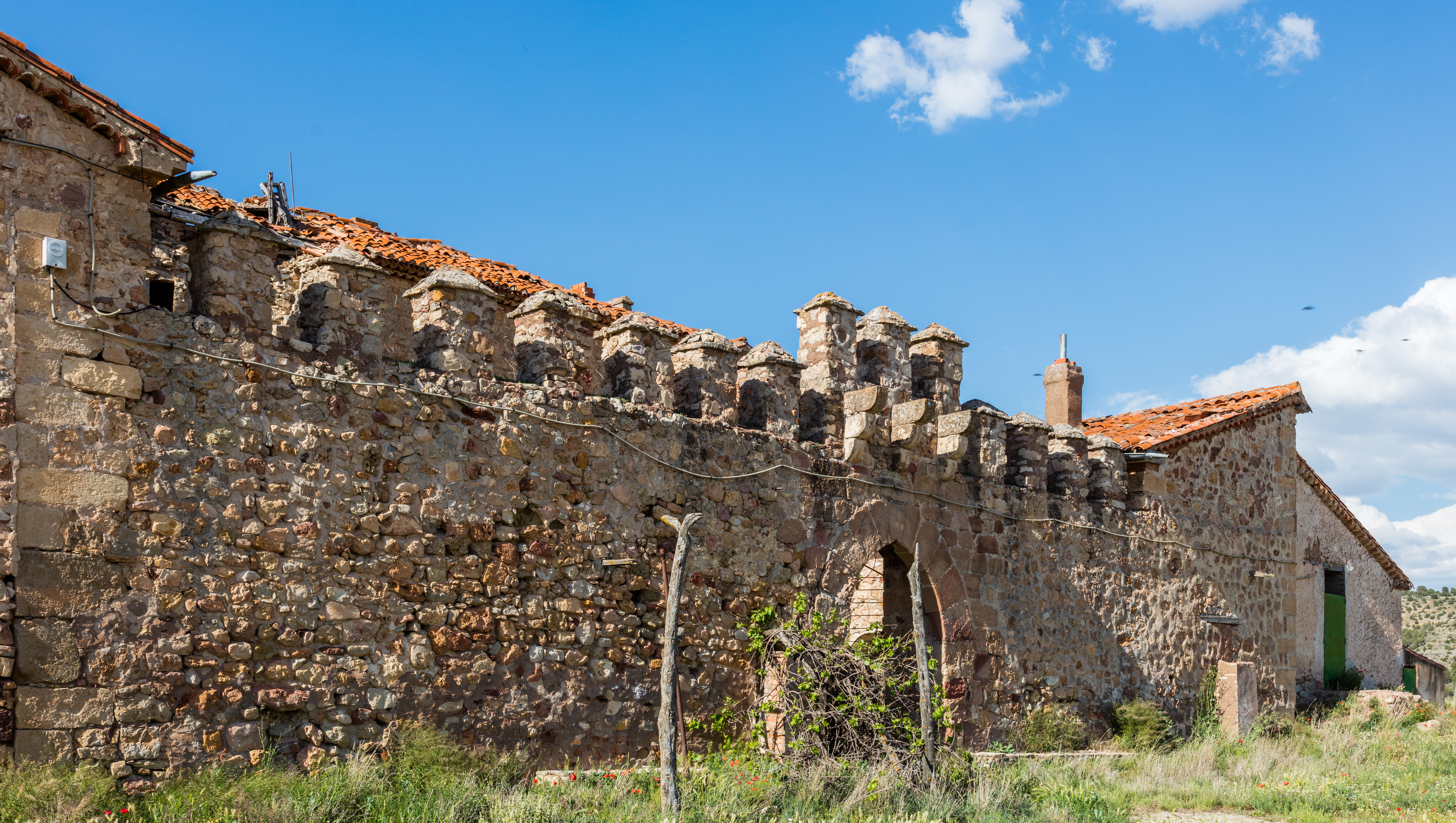
Casa fuerte de Vega de Arias

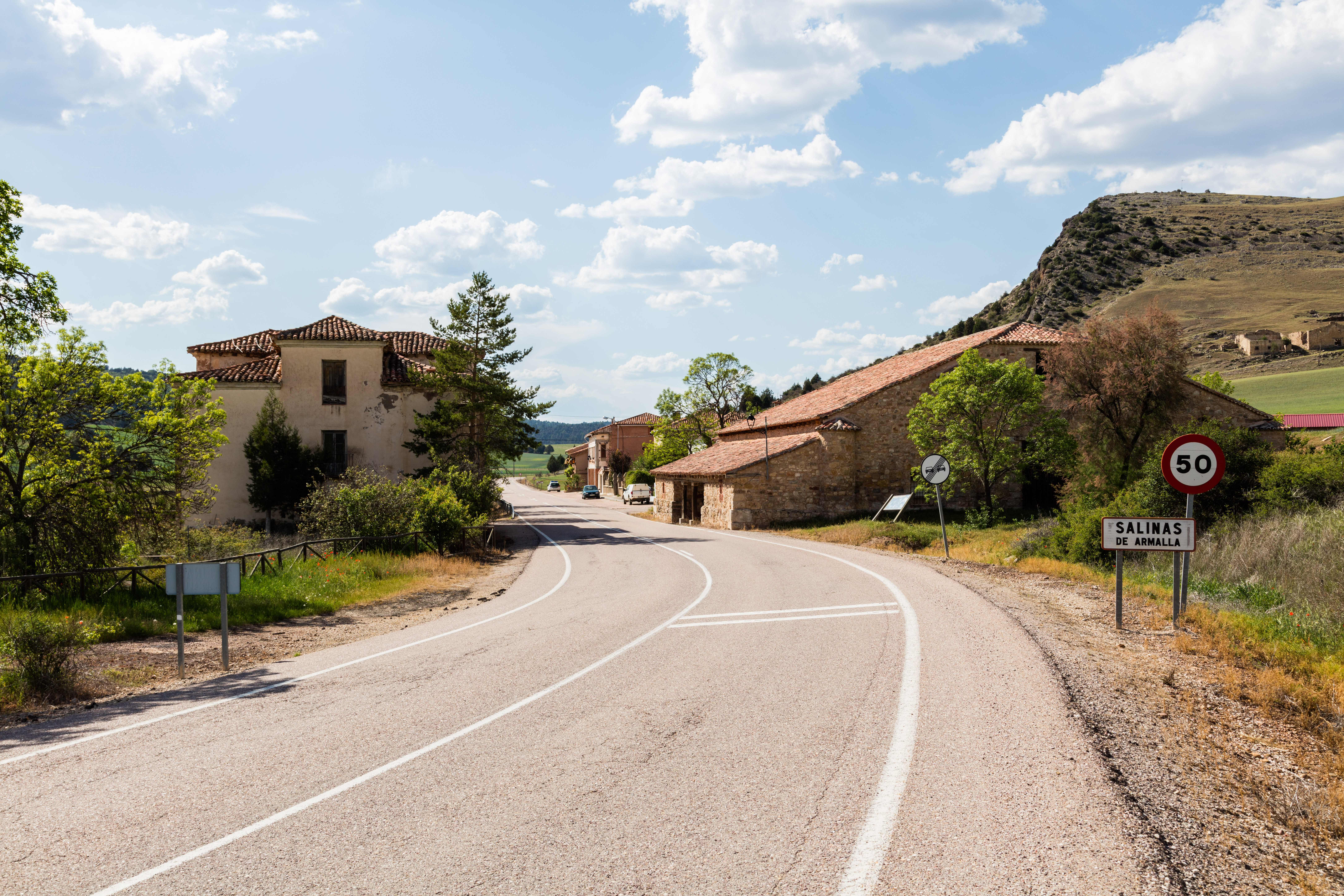
Vista de Salinas de Armalla, pedanía de Tierzo.

## Historia
Etimológicamente se cree que, aunque con otro nombre, Tierzo ya estaba habitado por los celtíberos. Sin embargo, el topónimo actual proviene de la época romana. Está relacionado con un miliario e indicaba la distancia entre poblaciones o su ubicación concreta en el marco de la vía romana. En el siglo V, Tierzo pasó a manos de los visigodos en la llamada Tertia Romanorum que supuso un reparto de las tierras de la zona con los romanos.
Poco después, con la conquista musulmana los bereberes dominaron las tierras de Molina de Aragón. Para los árabes la ocupación de este territorio fue crucial, dado el peso que la agricultura y la ganadería tenía para su economía y, por ello, durante el siglo IX promovieron especialmente el comercio. También ampliaron la explotación de las salinas de Armallá para asegurarse el suministro de sal.
En 1085 la zona de Molina de Aragón pertenecía al reino taifa de Zaragoza.Tierzo era un enclave estratégico al ser zona de paso entre Levante, Castilla y Aragón. Testigos de ello son las ruinas de dos construcciones defensivas de la época islámica que quedan en Tierzo: el castillo de los Moros y la Torrecilla la Rubia, una torre de vigilancia.
A finales del siglo XI, en su destierro de Burgos a Valencia, don Rodrigo Díaz de Vivar atraviesa las tierras de Molina. Según “el Cantar de Mio Cid”, dominaba la zona un reyezuelo árabe llamado Abengalbón, quien protegió al Cid, a su familia, y a la gente armada que le acompañaba. En este trayecto, el caballero castellano acampó y pasó unos días de reposo en la Casa fuerte de Vega de Arias.
En el siglo XII se produce la reconquista del Sistema Ibérico y se conforma el Señorío de Molina entre 1139 y 1141. La comarca fue repoblada por castellanos, riojanos, occitanos, navarros y alaveses. Las aldeas se organizan entonces en sexmas -fórmula que perdura hasta hoy- para defender mejor los intereses de la población frente a los señores y organizar el reparto de los impuestos. Entre los siglos XIV y XV, el Señorío de Molina quedó en medio de los reinos de Castilla y de Aragón y por eso se construyeron numerosas edificaciones defensivas: castillos, fortalezas, casas señoriales, zonas amuralladas. De esa época, en Tierzo se conservan la Casa fuerte de Vega de Arias y la Casa fuerte de Picaza.
Durante la Edad Media y hasta el siglo XVIII, Tierzo fue una aldea de la Tierra de Molina.  En la etapa medieval, las salinas de Armallá adquirieron gran importancia ya que suministraban sal a prácticamente todas las poblaciones de la comarca. Ya en el siglo XV la unión de los Reinos de Castilla y Aragón abrió una época de bonanza económica en la zona basada en la ganadería ovina y el comercio de lana que se prolongó hasta mediados del siglo XVII con un aumento de la población que en Tierzo superó los 300 habitantes. 
Las Guerras de Sucesión primero y de la Independencia, después; periodos de malas cosechas y epidemias de peste y otras enfermedades diezmaron la población de la zona. En Tierzo se produjo en 1653 el brote de cólera que mató a 21 vecinos en solo tres meses y que dio origen a la rogativa a la Virgen de la Hoz y a la procesión de los capirotes.
En el siglo XVIII, durante el reinado de Carlos III, se realizaron importantes mejoras en las instalaciones de las salinas de Armallá para potenciar su explotación, incorporando nuevos edificios y dando como resultado el conjunto que hoy en día conocemos.
En 1849, Pascual Madoz contabilizaba en Tierzo 221 almas que vivían de la actividad agrícola y recriación de ganados. La localidad aparece descrita en el decimocuarto volumen del Diccionario geográfico-estadístico-histórico de España y sus posesiones de Ultramar de Pascual Madoz de la siguiente manera:

TIERZO: l. con ayunt. en la prov. de Guadalajara (23 leg.), part. jud. de Molina (29), aud. terr. de Madrid (33), c. g. de Castilla la Nueva, dióc. de Sigüenza (12). sit. en el llano de un hondo resguardado por unos cerros de los vientos del E.; goza de clima sano. Tiene 30 casas; la consistorial; escuela de instruccion primaria frecuentada por 14 alumnos, á cargo de un maestro dotado con 500 rs. y las retribuciones de los discípulos; hay una fuente de buenas aguas; una igl. parr. servida por un cura y un sacristán. térm.: confina con los de Castillote, Terraza, Terzaguilla y Torremochuela; dentro de él se encuentran varios manantiales, una ermita y el cas. de la Picaza. El terreno, que participa de quebrado y llano, es de regular calidad; comprende buenos trozos de monte poblados de encina, roble, sabinas, enebro, romero y otros arbustos. caminos: los locales, en mal estado principalmente en tiempos lluviosos. correo: se recibe y despacha en la cab. del part. prod.: trigo, cebada, centeno, avena, lentejas, guijas, yeros, patatas, leñas de combustible y yerbas de pasto, con las que se mantiene ganado lanar y vacuno; hay caza de liebres, conejos y perdices. ind.: la agrícola y recriacion de ganados. pobl.: 45 vec., 221 alm. cap. prod.: 1.632,500 reales. imp.: 65,300. contr.: 4,212.
(Madoz, 1849, p. 757)

También en el siglo XIX las guerras carlistas dejaron huella en este territorio dada su proximidad a Madrid y ser zona de paso hacia Barcelona y Valencia. Tierzo vivió algunas escaramuzas bélicas durante esta etapa y acogió algunos destacamentos. 
Sin embargo el episodio que más marcó la historia reciente de Tierzo es el llamado "crimen de la Malquerida" que se produjo el 11 de enero de 1915. Ese día apareció en una alcantarilla de la carretera de acceso al pueblo el cadáver de Francisco Vicente Pinilla, conocido como "El Pañero", cosido a puñaladas. Estaba casado con una mujer joven, hijastra de un hombre rico que desde niña se había enamorado de ella y al que ella correspondía. Ambos urdieron un plan para eliminar al marido, pagando mil pesetas a tres esquiladores foráneos que estaban por allí trabajando y que fueron los autores materiales del asesinato. La casualidad del destino hizo que la prensa de la época encontrara rápidamente analogías con La malquerida, obra de teatro escrita por Jacinto Benavente en 1909 que en aquellos días representaba sus últimas funciones en el Teatro Princesa de Madrid con Maria Guerrero de protagonista antes de empezar una gira por otras ciudades españolas.   
Al igual que las sociedades rurales de la época, los vecinos de Tierzo vivieron de forma autárquica y bajo una economía de subsistencia ya que explotaban el territorio agrícola por medios tradicionales no mecanizados y comercializaban el poco excedente que sobraba tras abastecer a la familia y al ganado. En la primera mitad del siglo XX fue uno de los municipios más poblados de la zona y contaba con Cuartel de la Guardia Civil, dos escuelas y varias tiendas. También alojaba al médico y dos guardas forestales. En la década de los sesenta comenzó el éxodo rural que dio lugar a un grave problema de despoblación en los pueblos de la comarca de Molina que se mantiene hasta hoy. Con la industrialización del país, Madrid, Barcelona, Zaragoza, Valencia, Guadalajara, entre otras ciudades, fueron destino y nuevo hogar para muchos tierzanos.